# Jacqueline Barrette
Pour les articles homonymes, voir Barrette.
Jacqueline Barrette est une actrice et scénariste québécoise.

## Filmographie

### comme actrice
- 1983 : Bonheur d'occasion : Voisine
- 1986 : Bach et bottine : Mme Gagnon
- 1987 : Le Lys cassé
- 1992 : Madame La Bolduc
- 1995 : 4 et demi... (série télévisée) : Dorothée Bérubé
- 1996 : Joyeux Calvaire : La mère de Joseph
- 1996 : Urgences ("Urgence") (série télévisée) : (1996)
- 1997 : Sauve qui peut! (série télévisée) : Monique Dubois
- 2004 : Smash (feuilleton TV) : Madame Marcoux, la cuisinière de l'Auberge
- 2005 : Sans elle de Jean Beaudin : Femme de ménage

### comme scénariste
- 1973 : Minute moumoute
- 1981 : Pop Citrouille
- 1984 : Head Start: Meeting the Computer Challenge
- 1986 : Les larmes volées
- 1987 : Le Lys cassé
- 2001 : Hugo et le dragon

### comme parolière de chansons
- 1982: Gentil, Gentil (avec Richard Séguin, album Double vie)